# Perigea cenola
Perigea cenola är en fjärilsart som beskrevs av William Schaus 1906. Perigea cenola ingår i släktet Perigea och familjen nattflyn. Inga underarter finns listade i Catalogue of Life.